# Tina von Traben
Tina von Traben ist eine deutsche Filmregisseurin und Drehbuchautorin.

## Biografie
Tina von Traben studierte in den Jahren 1991–1994 Germanistik, Soziologie und Medienkommunikation an der Universität Trier. Im Anschluss war sie als Produktionsleiterin und Regieassistentin bei Film- und Fernsehproduktionen beschäftigt, bevor sie im Jahr 2002 ihr Studium der Filmregie an der Internationalen Filmschule Köln begann. Bereits während ihres Studiums drehte sie mit 365 Tage, Klopfzeichen, Kurfrieden und Die letzte Saison Filme, die auf zahlreichen Filmfestivals vertreten waren. Ihr 2006 entstandener Kurzfilm Poldis Engel war offizieller Kulturbeitrag der Stadt Köln zur Fußball-Weltmeisterschaft 2006 in Kooperation mit dem 1. FC Köln. Das „AV-Gründerzentrum NRW“ nahm sie 2006 in das Stipendiatenprogramm auf.
2007 erhielt sie zunächst Drehbuch- und 2009 Stoffentwicklungsförderung für ihr Drehbuch „Pommes essen“ durch die Filmstiftung NRW. Im Jahr 2011 ging der Film mit den Schauspielern Anneke Kim Sarnau, Thekla Carola Wied und Smudo in Produktion.
Seitdem arbeitet sie an verschiedenen Drehbüchern. Für eine ihrer Geschichten hat sie eine weitere Drehbuchförderung der Filmstiftung NRW erhalten. „Voll gelogen“ ist eine Geschichte, die sie nach einer Vorlage von Rüdiger Bertram mit ihm zusammen nach seiner Literaturvorlage erarbeitet.

## Filmografie
- 2004: Kurfrieden
- 2004: Klopfzeichen
- 2005: Die letzte Saison
- 2006: Poldis Engel
- 2009: Kitchen Afternoon
- 2010: Koraline I
- 2011: Qui aujourd’hui
- 2012: Pommes essen
- 2015–2017: Comedy Rocket

## Auszeichnungen
Ihr Film „Die letzte Saison“ wurde in den Katalog der AG Kurzfilm aufgenommen und gewann den Zuschauerpreis für den besten Kurzfilm beim Kinofest Lünen 2005. 